# Andrii Litun
Andrii Mîkolaiovîci Litun (în ucraineană Андрій Миколайович Літун; n. ? - d. 6 martie 2022) a fost locotenent-colonel al Forțelor Armate ale Ucrainei, participant la războiul ruso-ucrainean.

## Distincții
- Titlul de Erou al Ucrainei cu acordarea Ordinului Steaua de Aur (2022, postum) - pentru curajul personal și eroismul arătat în apărarea suveranității statului și integrității teritoriale a Ucrainei, loialitatea față de jurământul militar.